# إدي جيل (سياسي)
إدي جيل هو مغني وسياسي فلبيني، ولد في 7 فبراير 1944.